# بوب تورنر (سياسي)
بوب تورنر هو سياسي كندي، ولد في 23 يونيو 1948 ببراندون في كندا. حزبياً، نشط في Alberta New Democratic Party ‏.